# Pro Caecina

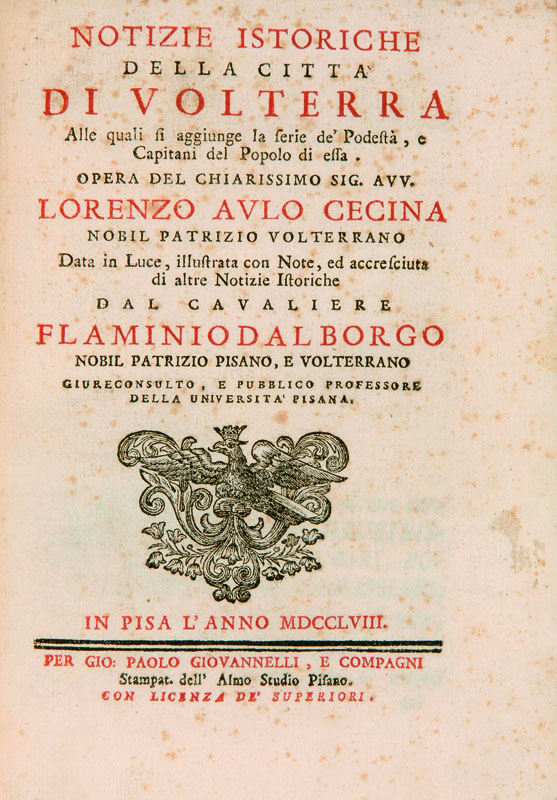
Notizie Istoriche della città di Volterra.
Documento, Pisa, sec. XVIII

L'Oratio pro Aulo Caecina (Orazione in difesa di Aulo Cecina), meglio nota semplicemente come Pro Caecina o Pro A. Caecina, è un discorso giudiziario pronunciato dall'oratore romano Marco Tullio Cicerone in difesa di Aulo Cecina, cavaliere di Volterra, alleato di Pompeo, famoso in quanto conoscitore dell'arte aruspicina etrusca.
Il processo verteva su una questione di diritto privato riguardante una proprietà: una legge emanata dal dittatore Lucio Cornelio Silla aveva infatti privato i volterrani della cittadinanza romana, cosicché, anche a causa di problemi di successione, Cecina era stato costretto a ricorrere al tribunale. Il fondamento giuridico è l'interdetto de vi armata (rimedio del possessore contro lo spossessamento violento). Sostenitore della parte avversa è Gaio Calpurnio Pisone; entrambe le parti fanno ricorso manifestamente all'autorevolezza del giurista Gaio Aquilio Gallo. Possiamo osservare un Cicerone che, piuttosto che conseguire la giustizia per la sua naturale finalità, cerca di vincere il caso con ogni mezzo.

## Circostanze del discorso
La Pro Caecina, insieme a Pro Quinctio e Pro Tullio, è una fonte letteraria di grande interesse per il diritto civile (a differenza delle restanti orazioni ciceroniane, per lo più tenute nel contesto processuale di una quaestio) . La questione dibattuta era molto complicata, ancor di più per noi che solo conosciamo i fatti riportati dall'avvocato di una delle due parti. L'oratore si mostra eloquente e chiaro; ma i punti che rimangono oscuri sono tanti, a tal punto che il lettore ha l'impressione che Cicerone, in questo caso, non difenda la causa della giustizia.
La data nella quale venne pronunciato il discorso non si può fissare con certezza. Il divieto, per mezzo del quale si introdusse questa azione giudiziaria, fu varato dal pretore Publio Cornelio Dolabela, però non conosciamo l'anno in cui svolse questa pretura. L'avversario di Cicerone fu Gaio Calpurnio Pisone, console nell'anno 67 a.C. Supponendo che, quando si ebbe questa causa, a Pisone ancora non era stata conferita l'autorità consolare, si conclude che il discorso si pronunciò nell'anno 69 o 68 a.C., durante la edilità di Cicerone.

### Aulo Cecina

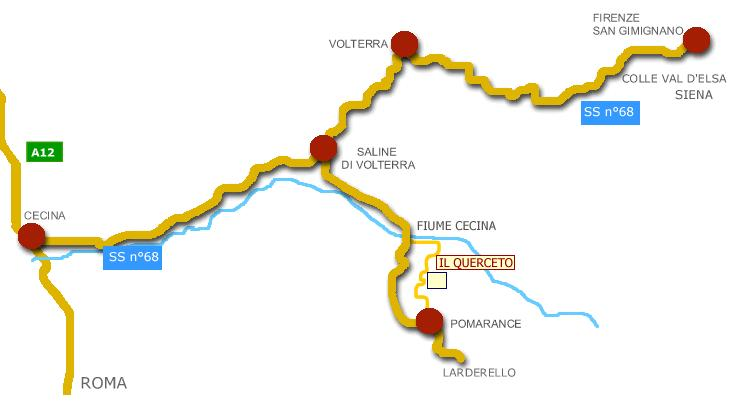
Percorso del fiume Cecina nei tempi coevi.

Cecina è il nome di una marca e di un fiume, nella regione dell'Etruria. Però è anche il nome di un'antica famiglia etrusca della quale Cicerone conobbe tre membri: il padre, il figlio e il nipote; i primi due portavano il nome Aulo. Di questi, quello che mantenne una relazione più stretta con Cicerone fu il figlio (nell'anno 46 i due ebbero una corposa corrispondenza). Cicerone lodava l'eloquenza di Cecina e sosteneva che si distinse per gli studi etruschi (arte della divinazione). Il tale Cecina fu un accanito sostenitore di Pompeo e, sconfitto quest'ultimo, chiese perdono a Cesare e il permesso di ritornare dall'esilio. Cesare gli accordò solo di vivere in Sicilia; ma nell'anno 43 Cecina si trovava già a Roma.
Chi dei due, il padre o il figlio, è il cliente di Cicerone nel caso di cui trattiamo? Per alcuni è il padre, per altri il figlio, che era più amico di Cicerone. Ma gli argomenti non sono a favore né dell'uno né dell'altro.

### L'oratore
Se consideriamo per il discorso la data dell'anno 69 o 68 a.C., Cicerone avrebbe avuto 38 anni, rivestendo la magistratura di edile. Ancora non avrebbe parlato dalla tribuna come oratore politico. Si dedicava a difendere interessi privati di non poca importanza.

## I fatti che si giudicano
Credendo a Cicerone, l'origine del processo sarebbe un abuso di confidenza: Ebuzio, avversario di Cecina, rivendica come suo un possedimento acquisito per conto di Cesenia, moglie ora di Cecina, e pagato con il denaro della donna. I fatti, in sintesi, da un punto di vista affatto imparziale, quello di Cicerone, sarebbero i seguenti:
Marco Fulcinio, banchiere romano, si sposò con Cesenia; morì presto e lasciò alla moglie l'usufrutto di tutti i suoi beni, con la volontà che la donna ne godesse insieme a suo figlio, designato erede universale. Però questo figlio raggiunse in pochi anni il padre, lasciando gran parte dei suoi averi alla madre e un'altra, sempre considerevole, a sua moglie. I beni dell'eredità furono venduti e Cesenia incaricò al suo mandatario ufficiale, Sesto Ebuzio, che le comprasse una tenuta, alla quale Cicerone si riferisce con fundus Fulcinianus.
Cesenia si sposò in seconde nozze con Cecina, però morì lasciando al marito l'eredità dei suoi beni. Allora Ebuzio avanzò la pretesa che la tenuta era stata comprata con il suo nome e non con quello di Cesenia. E il suo atto successivo fu quello di occuparla. Quindi Cecina la reclamò e decise di presentarsi alla tenuta, secondo il costume dell'epoca, con alcuni suoi amici affinché fosse cacciato da Ebuzio, in modo tale da poter chiedere al pretore l'acquisizione legale del possedimento stesso. E lì si presentò; però Ebuzio, circondato da gente armata, gli impedì l'accesso. Cecina se ne lamentò davanti al pretore Dolabela e ottenne un'ordinanza – interdictum – che gli si restituisse la terra dalla quale era stato espulso violentemente. Ebuzio sostenne che l'editto non lo toccava poiché egli aveva “cacciato” Cecina da una terra nella quale ancora non era entrato e, per di più, essendo Cecina del municipio di Volterra, ai cui abitanti Silla aveva negato il diritto di cittadinanza, non poteva essere erede di Cesenia.

### Il gioco delle parti
La difesa della legge con la violenza è una procedura irragionevole e contraddittoria. Se gli apparteneva legalmente, perché aspettare con una truppa armata il pover'uomo? Infatti, non vi è alcuna giustificazione per un tale atto. Se i giudici tralasciassero questa violenza di Ebuzio - sosteneva Cicerone - lascerebbero passare un messaggio sbagliato, e cioè che la violenza è più potente del diritto.
A suo favore, Gaio Calpurnio Pisone asseriva che non ci fu violenza tangibile, così come non ci furono feriti, ma Cicerone confutò che non era necessario che si facesse male qualcuno per verificare la violenza. In ogni caso, Cicerone mantenne la sua argomentazione per mezzo di un sofisma; in effetti, sembrerebbe che infondere paura è una violenza peggiore di quella fisica.
''Confessate che sono fuggiti nel terrore; si dia come ragione della fuga la stessa che tutti sappiamo: le armi, la folla di uomini, l'irruzione e l'attacco di persone armate. Ammettendo questi fatti, si negherà che vi è stata violenza?"
Voleva far sembrare che la sola presenza di armi e uomini con intenzioni poco rispettevoli fosse già violenza concreta.

## Il discorso
Il Pro Caecina è sicuramente una delle opere meno conosciute del grande oratore. Questo perché è un discorso poco retorico e molto tecnico e perché è una semplice perorazione di diritto privato.
Lo stile, più che nella maggior parte degli altri discorsi, è un modello di stile piano, come corrisponde a una causa civile. Questo carattere si apprezza in aspetti distinti. Innanzitutto si incontrano una cospicua abbondanza di momenti di ironia e umorismo che hanno la duplice funzione di screditare i testimoni chiamati in causa dalla parte avversa e di spezzare la monotonia del discorso, in cui Cicerone analizza a fondo la questione nella sua interpretazione giuridica. In secondo luogo usa espressioni proprie della lingua familiare, anche proverbiali. Si può notare qui, comparandolo con gli altri discorsi, una minore abbondanza di figure retoriche e una minore cura stilistica. Anche se nell'esordio e nella perorazione il tono si eleva lievemente, in generale mantiene questo stile piano proprio del linguaggio tecnico. C'è un chiaro progresso rispetto al Pro Quinctio ed è di interesse straordinario per la conoscenza del diritto romano.
Lo stesso Cicerone si è dovuto sentire orgoglioso di questo discorso quando, anni dopo, scrisse:  <<tutta la mia difesa di Cecina versò sulle parole dell'interdetto; spieghiamo cose imbrogliate definendole; citiamo il diritto civile, distinguiamo le parole ambigue>>.
Tuttavia, non questa compiacenza nel suo discorso, né tantomeno le eccellenti relazioni che mantenne con il suo cliente sono prova evidente che abbia trionfato nel suo discorso. Sicuramente non è impossibile, ma probabile.

## Struttura
I. Esordio (1-10)
1) Audacia di Ebuzo a litigare dopo aver riconosciuto la sua violenza (1-3)
2) Timidezza del tribunale, ingiustificata (4-10)
II. Argomentazione (10-103)
Narrazione (10-23)
1) Fatti anteriori alla successione di Cesenia (10-17)
2) Litigio tra Ebuzio e Cicina (18-23)
Rifiuto (23-103)
1) Esame dei testimoni (23-30)
2) Esegesi dei termini dell'interdictum (31-89)
3) Questione del possesso (90-95)
4) Questione della capacità di Cecina (95-103)
III. Perorazione (104)

### Commento
Secondo Emanuele Narducci, la Pro Caecina prefigura «la tendenza del diritto privato a costituirsi come campo "autonomo", il che comporta una incipiente "professionalizzazione" dei giuristi». Il testo è dunque fonte di informazioni anche per quanto riguarda la storia sociale e del diritto.

## La trasmissione manoscritta
Le fonti manoscritte del testo del discorso Pro Caecina sono abbastanza numerose e il problema della sua dipendenza, molto complicato. Citeremo le tre principali: un palinsesto (P) del secolo IV o V appartenente alla biblioteca di Torino, che fu distrutto da un incendio nel 1904; un manoscritto (E) del secolo XII o XIII, che oggi si trova a Berlino: riportato con molta cautela e scrupolo, contiene un gran numero di correzioni fatte dallo stesso copista o dal revisore; un manoscritto (T) del secolo XII, oggi ubicato a Monaco.